# Kenkichi Ando
Kenkichi Ando, född 3 maj 1950 i Ena, Gifu, är en japansk före detta tyngdlyftare.
Ando blev olympisk bronsmedaljör i 56-kilosklassen i tyngdlyftning vid sommarspelen 1976 i Montréal.